# Литл Вали (Њујорк)
Литл Вали (енгл. Little Valley) град је у америчкој савезној држави Њујорк.

## Демографија
По попису из 2010. године број становника је 1.143, што је 13 (1,2%) становника више него 2000. године.
| Група             | 2000.         | 2010.         |
| Белци             | 1.061 (93,9%) | 1.078 (94,3%) |
| Афроамериканци    | 21 (1,9%)     | 24 (2,1%)     |
| Азијати           | 0 (0,0%)      | 1 (0,1%)      |
| Хиспаноамериканци | 20 (1,8%)     | 17 (1,5%)     |
| Укупно            | 1.130         | 1.143         |